# 맥라렌 MCL33
맥라렌 MCL33(영어: McLaren MCL33)는 2018 FIA 포뮬러 원 월드 챔피언십에서 경쟁하기 위해 맥라렌이 설계하고 제작한 포뮬러 원 레이싱 카이다.